# Zacapú (kommun)
Zacapu är en kommun i Mexiko.   Den ligger i delstaten Michoacán de Ocampo, i den centrala delen av landet, 280 km väster om huvudstaden Mexico City.
Följande samhällen finns i Zacapu:
- Zacapú
- Naranja de Tapia
- Colonia Eréndira
- Santa Gertrudis
- La Escondida
- Morelos
- David Franco Reyes
- La Cofradía
- Vista Hermosa
- El Limón
- La Yesca
- Rancho Alegre